# D
La D és la quarta lletra de l'alfabet català i tercera de les consonants. El seu nom és de.

## Fonètica
Representa l'oclusiva alveolar sonora /d/ en la majoria de casos, el so /δ/ entre vocals i el so /t/ de l'alfabet fonètic internacional a final de síl·laba sempre que no segueixi una altra consonant sonora.

## Significats de la D
- Bioquímica: en majúscula símbol de l'àcid aspàrtic.
- Economia: designa la demanda
- Educació: en els sistemes de qualificacions escolars dels països anglosaxons significa suspendre una assignatura
- Matemàtiques: en majúscula era utilitzada pels romans per referir-se al nombre cinc-cents.
- Música: en l'escala anglogermànica correspon a la nota re.
- Política: Sovint és una sigla per indicar partit demòcrata
- Química: en majúscula símbol del Deuteri. És també el nom d'una vitamina
- SI: en minúscula, símbol de deci-.
- Vehicles: a les matrícules, indica que el vehicle ve d'Alemanya
- Informàtica: Llenguatge de programació D.

## Símbols derivats o relacionats
| Caràcter | Descripció           | Unicode (maj./min.) | Html (maj./min.) | Notes d'ús               |
| -------- | -------------------- | ------------------- | ---------------- | ------------------------ |
| Ď ď      | D amb anticircumflex | U+010E U+010F       |                  | txec                     |
| Ḋ ḋ      | D amb punt superior  | U+1E0A U+1E0B       |                  | irlandès                 |
| Ḍ ḍ      | D amb punt inferior  | U+1E0C U+1E0D       |                  | (transcripció de l'àrab) |
| Ð ð      | Eth                  | U+00C0 U+00F0       | &ETH; &eth;      | islandès                 |
| Đ đ      | D barrada            | U+0110 U+0111       |                  | serbocroat               |